# La Dionisiada
La Dionisiada es una novela de Salomón de la Selva escrita en 1942. Originalmente fue inscrita en el Segundo concurso literario latinoamericano, convocado por la editorial neoyorquina Farrar & Rhinehart y el PEN Club de México. Sin embargo, quedaría excluida en la primera vuelta. Así pues, permanecería inédita hasta 1975, año en que fue publicada por el Banco de América. Es considerada una de las obras percursoras del realismo mágico, hasta entonces desconocida en Latinoamérica y en la misma literatura nicaragüense.
Su nombre proviene de las Dionisíacas, poema épico que narra, al igual que la novela, la vida y hazañas de su protagonista, Dioniso. Además, está inspirada fuertemente inspirada en las novelas de tradición romántica social, como Amalia (1851), de José Mármol, y sentimental, como María (1867), de Jorge Isaacs, así como las de mexicanas de revolución. Varios pasajes de esta, son además, autobiográficos.
Es considerada por muchos críticos, como el escritor Jorge Eduardo Arellano, como una obra «mítica, realista» y que «contiene muchos elementos de denuncia social, trágica y dionisíaca». Es clasificada, además, como una novela épica —he de ahí la terminación ada, como en Ilíada o en Los lusiadas— y de aprendizaje. También, cabe destacar la aparición del joven Rubén Darío, que se reúne con Luis Debayle y Nichito (el protagonista) en Poneloya, dentro la novela.

## Personajes
El protagonista de la obra es Nichito, hipocorístico de Dionisio, nacido durante un incendio en el depósito de la ciudad de León. Este es extraído de allí por Gonzalo Quirós, aristócrata leonés educado en El Salvador y casado con Claudina, para luego criarlo en Hualica (pueblo ficticio creado por el autor).

## Estructura y Argumento
La novela está estructurada en tres grandes partes. La primera, titulada Nacimiento y crianza de Dionisio, está conformado por dos capítulos, dividido en 8 y 9 subsecciones respectivamente; la segunda, Historia de Gonzalo Quirós, está conformada por cuatro capítulos, divididos a su vez por 12, 14, 14 y 6 subsecciones; y la tercera, y última, Historia de Dionisio, de cinco capítulos y 4, 6, 3, 4 y 5 subsecciones.

## Nota
1. ↑  Esta exclusión fue, en su época, polémica, pues: «por razones ya conocidas de política internacional, fue víctima de discriminación localista y quedó entre las obras inéditas que sus herederos han conservado con respetuoso cuidado».[3]